# Milcov
Milcov est une commune roumaine située dans le județ d'Olt.